# Aporophyla albidilinea
Aporophyla albidilinea là một loài bướm đêm trong họ Noctuidae.